# FloripaSat-1
O FloripaSat-1 é um nanossatélite brasileiro, ou mais especificamente, um CubeSat 1U construído pela Universidade Federal de Santa Catarina (UFSC) e lançado como carga secundária junto com o satélite sino-brasileiro CBERS-4A.

## Objetivo
O FloripaSat-1 foi uma iniciativa de estudantes e pesquisadores do Laboratório de Pesquisa em Tecnologias Espaciais (SpaceLab) da Universidade Federal de Santa Catarina, tendo como objetivo principal o desenvolvimento de uma missão espacial completa de um nanossatélite, para capacitação de pessoas e desenvolvimento de tecnologia aeroespacial.

## Lançamento
O nanossatélite foi lançado ao espaço em 20 de dezembro de 2019 como carga secundária do satélite sino-brasileiro CBERS-4A, através do veículo chinês Longa Marcha 4A. O lançamento ocorreu a partir do Centro de Lançamento de Taiyuan na China às 00:22 BRT.

## Operação
O funcionamento do mesmo foi confirmado algumas horas após o lançamento, pela captação dos seus sinais por radioamadores de todo o mundo. Atualmente encontra-se em plena operação e os seus dados de telemetria podem ser captados por qualquer estação terrestre dispondo de equipamentos compatíveis.